# Monovolum

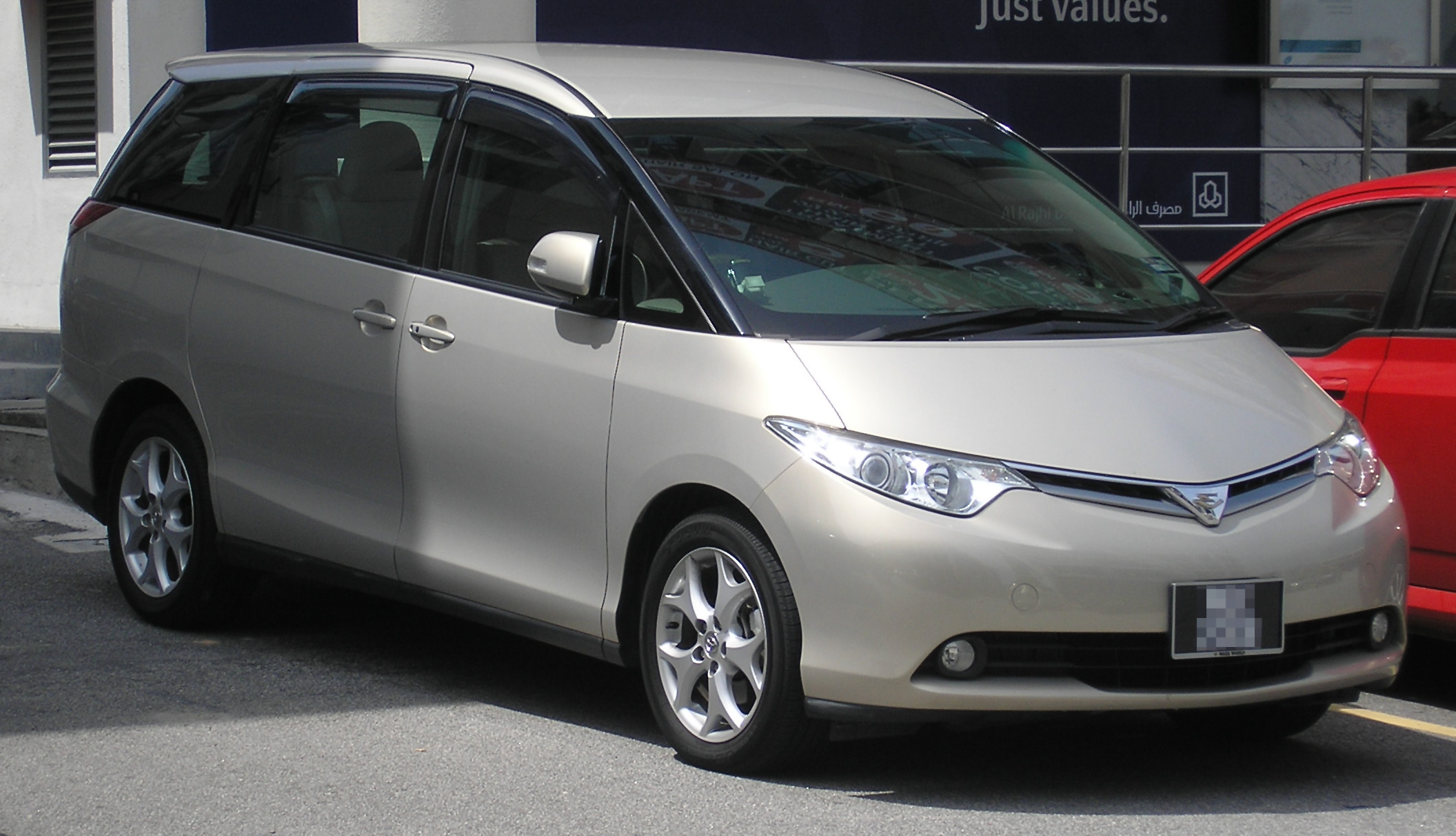
Toyota Previa, generația a 3-a

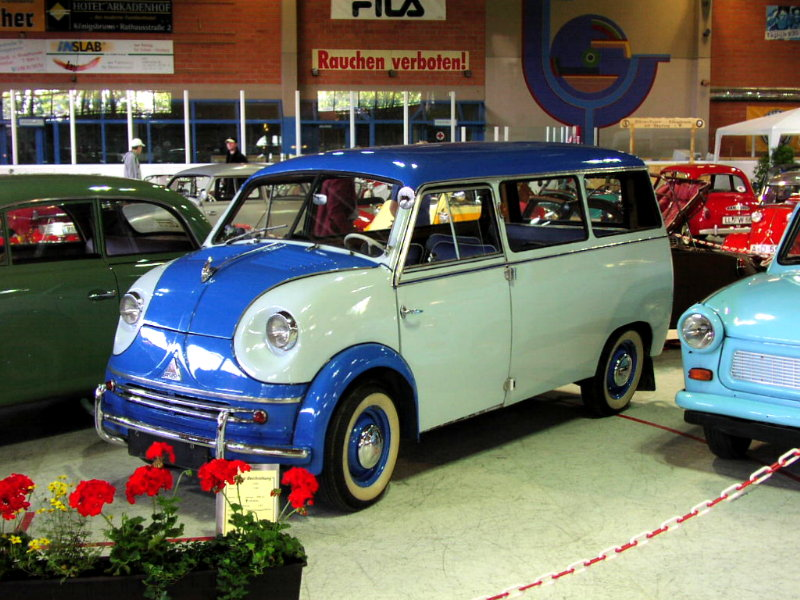
Lloyd LT 600, un monovolum al anilor 1920

Un monovolum (sau minivan, multi-purpose vehicle/MPV) este un tip de automobil cu o formă similară unui microbuz, cu diferența că este destinat uzului personal. Monovolumele sunt mai înalte decât berlinele, hatchback-urile sau break-urile și sunt proiectate pentru un spațiu interior maxim.

## Caracteristici

### Caracteristici generale
Monovolumele au în general o înălțime între 1600 și 1800 mm, cu aproximativ 200 de mm mai mult decât berlinele, hatchback-urile și break-urile. Motorul este montat foarte aproape de partea din față a mașinii, iar elementele sale sunt, în general, grupate mai pe înălțime decât la alte automobile pentru a minimiza lungimea.

### Scaunele
Scaunele sunt plasate mai sus decât în mașinile mai joase.
Monovolumele mai mari au în general 3 rânduri de scaune, cu două sau trei locuri fiecare, 2-3-3, 2-2-3 sau 2-3-2 (din față spre spate) sunt cele mai comune configurații ale locurilor. Monovolumele mai mici au în general două rânduri de scaune, în configurația 2-3. Excepțiile sunt de ex. Honda FR-V, Fiat Multipla (3-3) și Mercedes R (2-2-2).
În general monovolumele permit mutarea, rabatarea sau demontarea scaunelor pentru a face mai mult loc pasagerilor sau încărcăturii, în funcție de necesități.

### Caroserie și tren de rulare
Spre deosebire de furgonete, SUV-uri și SUV crossovere, majoritatea monovolumelor din prezent au tracțiune față. Avantajul este o tracțiune oarecum mai bună în condiții de aderență redusă. Această configurație permite obținerea unui spațiu interior mai mare. Există și monovolume cu tracțiune 4x4, de exemplu Volkswagen Vanagon Syncro.
Structura majorității monovolumelor moderne este monococă, aceasta oferă protecție sporită în accidente, o deplasare mai confortabilă și sunt mai ușoare decât construcțiile cu șasiu separat.

### Uși
Accesul la ultimul rând de scaune se face primul ușile laterale din spate, care se deschid fie în modul obișnuit, prin pivotare, fie prin culisare.

## Clasificare
Monovolumele se pot clasifica în trei sau patru segmente: mari, compacte, mini și, uneori, micro.
Monovolumele mari sunt cele mai lungi de 4600 de mm de exemplu Renault Espace, Toyota Previa, Dodge Caravan, Honda Odyssey, Ford Galaxy și Eurovan.
Monovolumele compacte au între 4200 și 4600 de milimetri. În 1996 a fost lansat Renault Scénic, iar succesul său a determinat și alți producători să ofere monovolume compacte. Alte exemple sunt Opel Zafira, Ford C-MAX, Mazda 5, Citroën C4 Picasso,VW Sharan.
Monovolumele mini au sub 4100 de mm lungime și au fost introduse la începutul anilor 2000. Exemple de mini monovolume: Opel Meriva, Renault Modus, Fiat Idea, Toyota bB și Nissan Cube.
Mașini precum: Hyundai Atos, Daewoo/Chevrolet Matiz, Chery QQ și Suzuki Wagon R sunt uneori considerate monovolume micro.

## Istorie
În afară de revoluționarul Stout Scarab din 1935, monovolumele au început să fie construite în anii 1950. În 1950 a apărut Volkswagen T2, construit pe platforma lui Volkswagen Beetle și avât o formă de autobuz, cu locul șoferului deasupra roților din față și motorul plasat în spate.

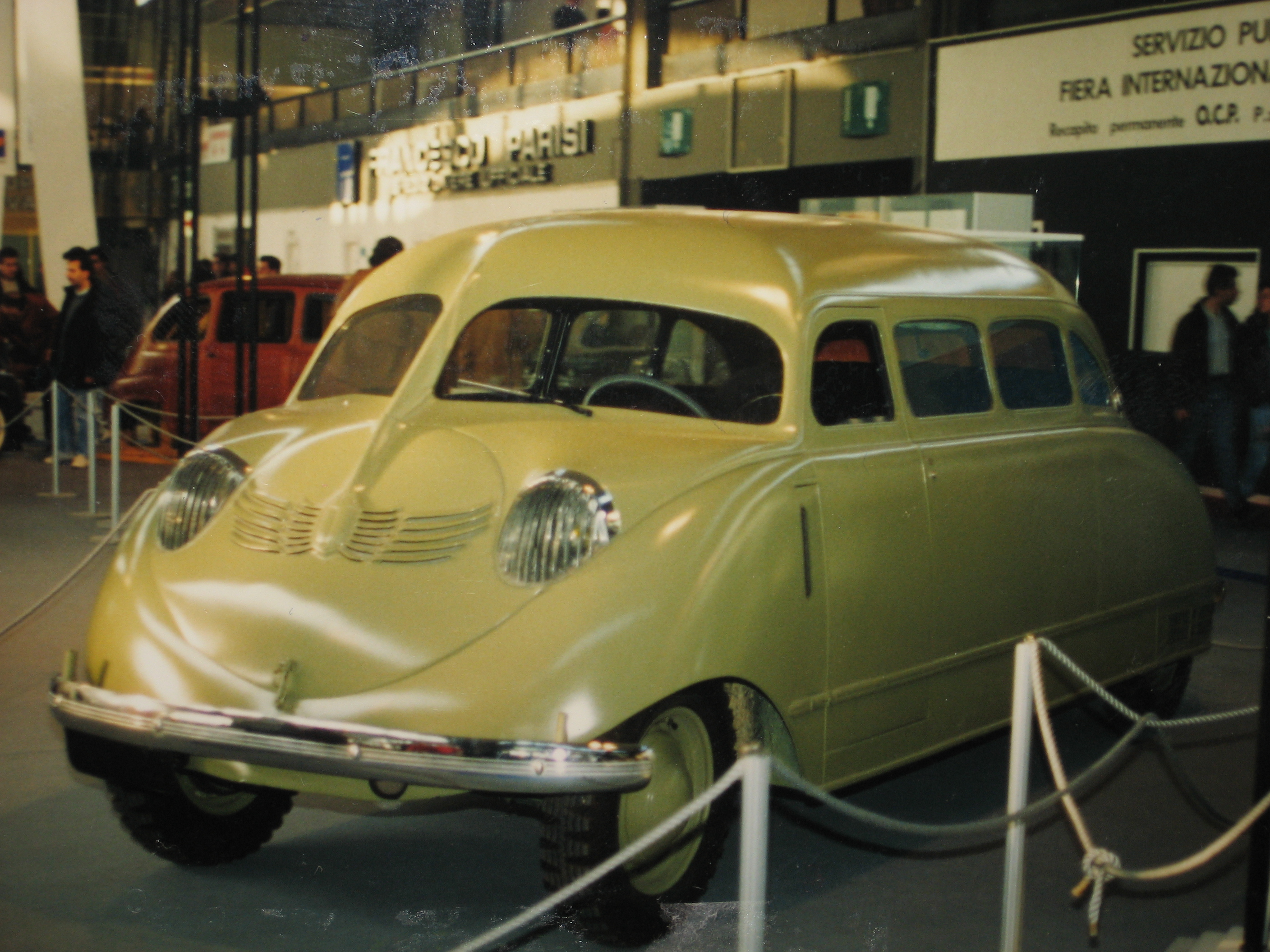
Stout Scarab expus în Genova
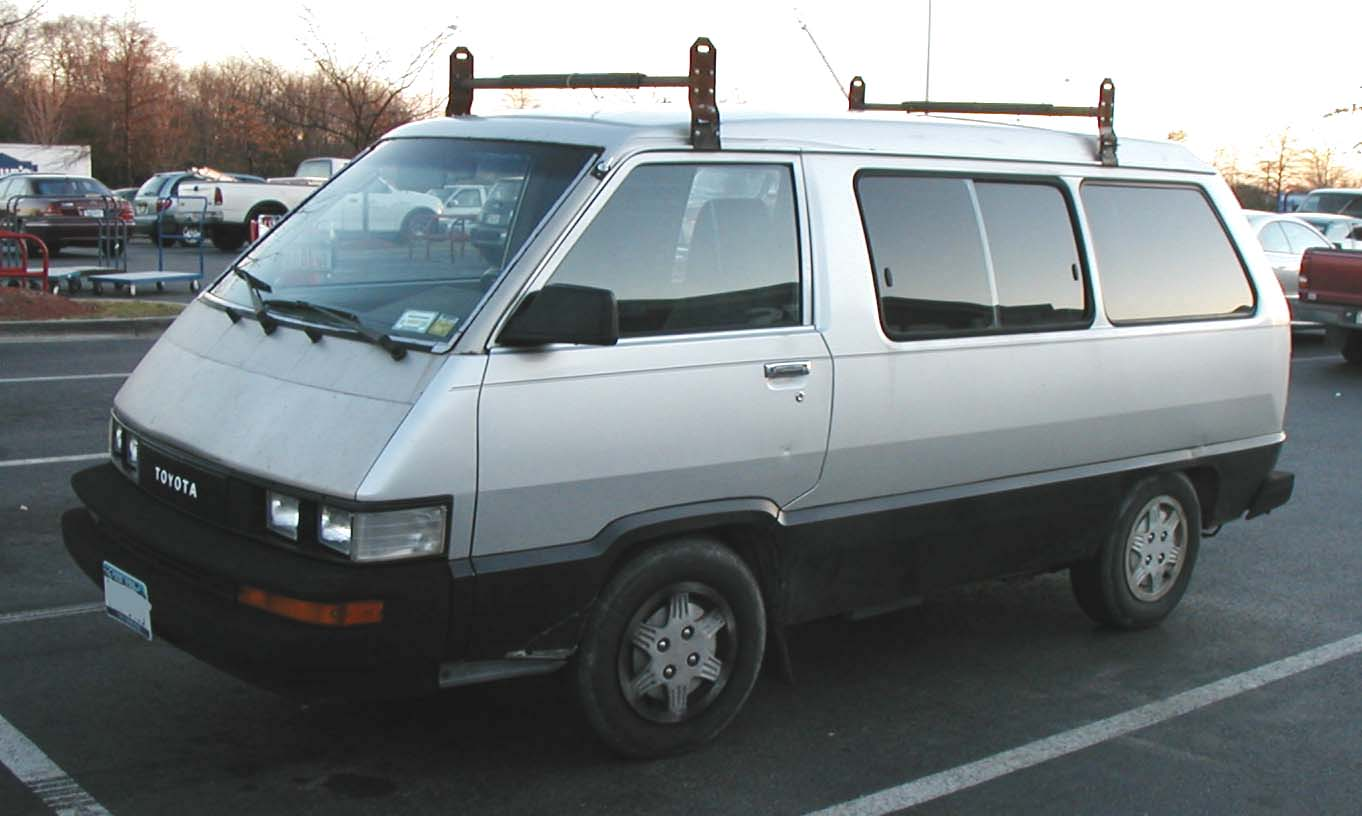
Toyota Van (1984-1989) în Waldorf, Maryland, SUA
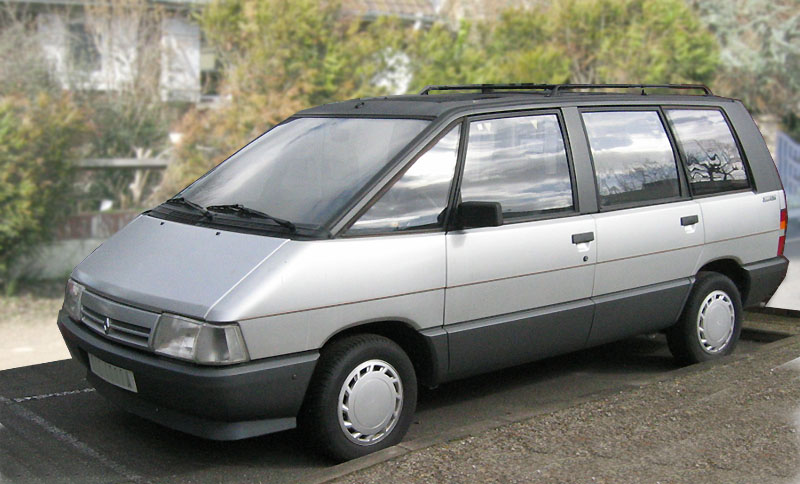
Renault Espace J11 (1988-1991)

## Monovolumele în funcție de piață

### Europa

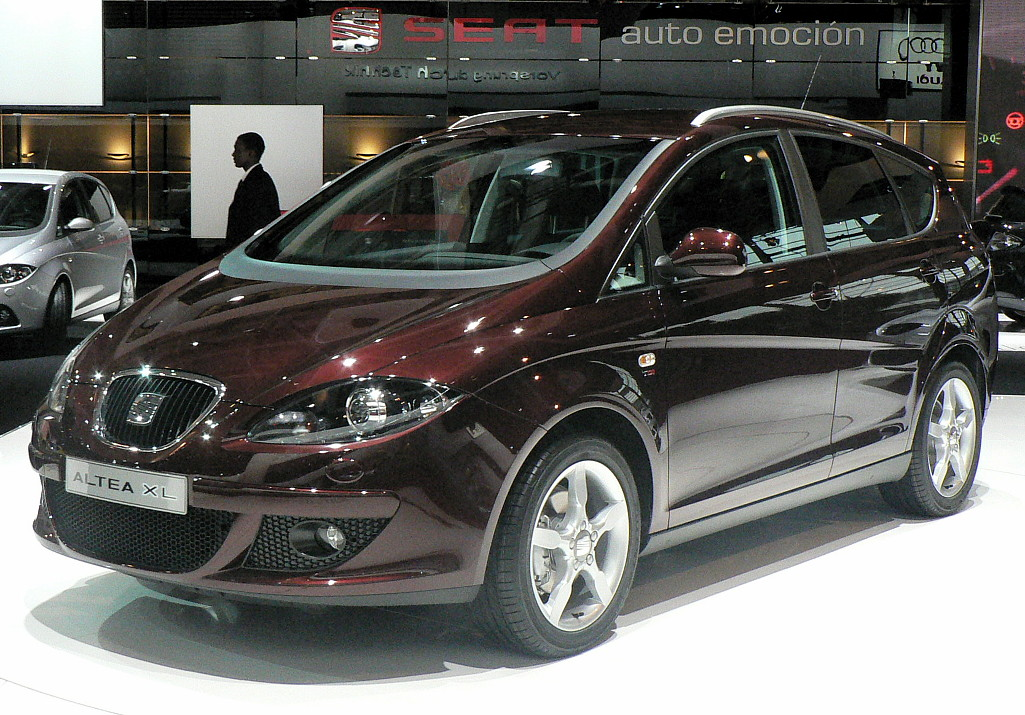
SEAT Altea XL

În afară de monovolumele Chrysler și Renault nu a avut nici un rival direct în anii 1980. Mai târziu alți producători au început să dezvolte monovolume pe gustul europenilor. PSA Peugeot Citroën și Grupul Fiat au format o coîntreprindere, Sevel, și au lansat în 1994 proiectul eurovan cu modelele Citroën Evasion, Peugeot 806, Fiat Ulysse și Lancia Zeta. Ford și Grupul Volkswagen (coîntreprinderea Auto-Europa) au dezvoltat împreună o serie de monovolume pe platformă comună: Ford Galaxy și Volkswagen Sharan lansate în 1995, și mai tîrziu Seat Alhambra, cu un design aproape identic și produse la aceeași fabrică din Setúbal, Portugalia. Toate aceste modele aveau 7 locuri și au fost mai târziu considerate „monovolume mari”.
În 1996, odată cu lansarea Renault Scénic a început un curent de dezvoltare a monovolumelor compacte. Acestea erau mașini înalte bazate pe șasiul și motoarele unor mașini compacte (în cazul lui Scénic, Renault Mégane). Succesul major al lui Scénic a încurajat lansarea altor vehicule asemănătoare precum Opel Zafira, Citroën Xsara Picasso, Volkswagen Touran, Ford Focus C-Max, Seat Altea/Seat Toledo și Nissan Almera Tino. La mijlocul anilor 2000, toți producătorii auto majori cu prezență în Europa aveau monovolume compacte în gamă.
În 2000, tripleții Auto-Europa (Galaxy, Sharan, Alhambra) au suferit modificări vizuale importante. Recent, Auto-Europa a fost dizolvată când Ford a părăsit Volkswagen și Seat pentru a produce propriul Galaxy, care împarte numeroase piese cu Ford S-MAX.

### Asia
În Asia monovolumele sunt mai mici decât cele din Europa și America, și sunt concepute pentru drumuri de calitate mai proastă. Modelele populare includ: Toyota Picnic, Toyota Previa, Mazda 8 și Honda StepWGN.

## Categorii relevante

### Vehicul pentru activități de agrement

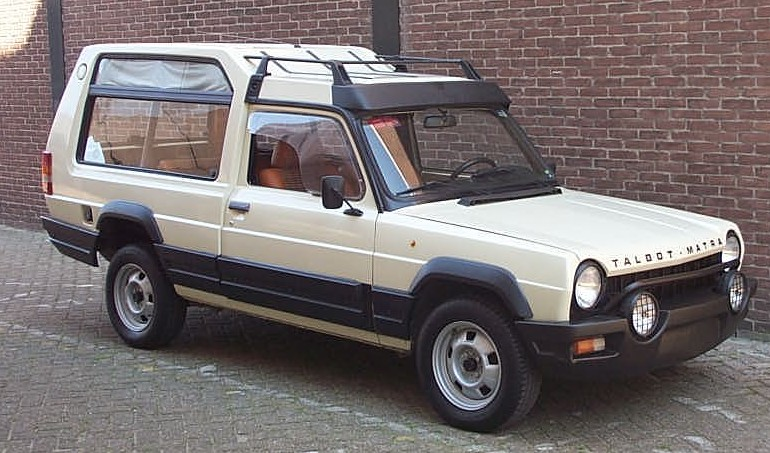
Matra Rancho, unul dintre primele LAV-uri

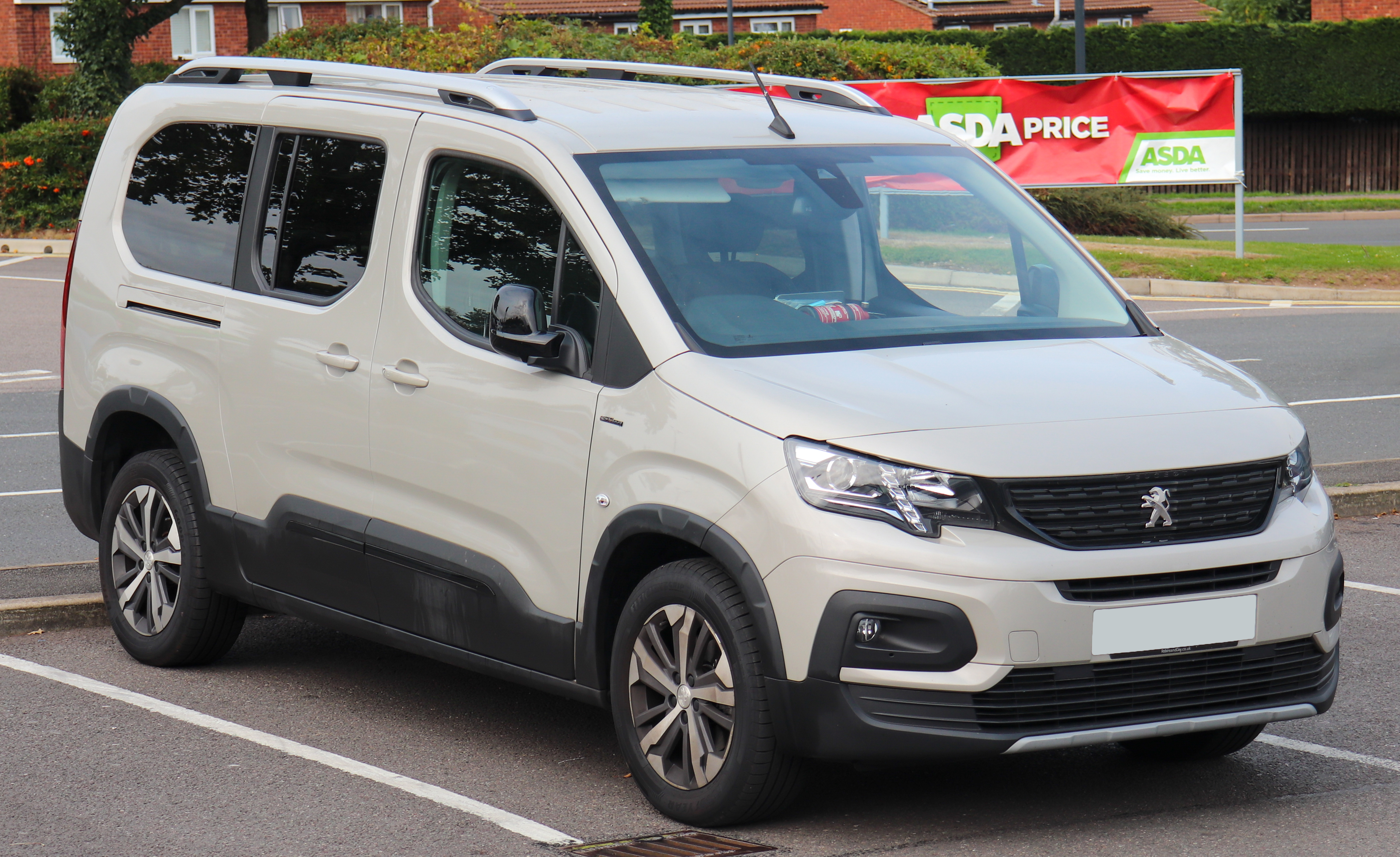
Peugeot Rifter, un LAV bazat pe duba comercială Peugeot Expert

Un vehicul pentru activități de agrement (abreviat LAV), cunoscut și sub numele de MPV bazat pe furgonetă și ludospace în franceză, este versiunea orientată către pasageri a furgoanelor comerciale mici comercializate în principal în Europa. Unul dintre primele LAV-uri a fost Matra Rancho din 1977 (printre primele SUV-uri crossover și un precursor al Renault Espace), producătorii europeni extinzând segmentul la sfârșitul anilor 1990, ca urmare a introducerii Citroën Berlingo și Renault Kangoo.
Vehiculele pentru activități de agrement sunt de obicei derivate de la platforme supermini sau subcompacte, diferă de mini-MPV-urile în designul caroseriei. Pentru a maximiza spațiul interior, LAV-urile au un acoperiș mai înalt, un parbriz mai vertical și o capotă mai lungă, fie cu hayon, fie cu uși pentru a accesa portbagajul. Comercializate ca o alternativă la mașinile de familie mici derivate din sedan, LAV-urile au scaune cu un punct H mai mic decât monovolumele sau monovolumele, oferind două (sau trei) rânduri de scaune.
Deși împărtășesc bazele cu supermini, subcompacte și mini-MPV-uri, utilizarea unui ampatament extins poate face vehiculele pentru activități de agrement mai lungi decât vehiculele din care sunt derivate. De exemplu, Fiat Doblò este unul dintre cele mai lungi LAV-uri cu o lungime totală de 4,255 mm, față de 4,050 mm ai Opel Meriva (un mini MPV) și 4,030 mm al lui Peugeot 206 SW (un supermini).